# Ilmari Kianto
Ilmari Kianto, właśc. I. Calamnius (ur. 7 maja 1874 w miejscowości Pukkila, zm. 27 kwietnia 1970 w Helsinkach) – fiński pisarz.
Reprezentował poglądy liberalno-radykalne. Tworzył realistyczne powieści i nowele o tematyce społecznej, m.in. Punainen viiva (Czerwona kreska, 1909) i Ryysyrannan Jooseppi (1924). Pisał również wiersze liryczne i pamiętniki.